# Labronema alticolum
Labronema alticolum är en rundmaskart. Labronema alticolum ingår i släktet Labronema och familjen Dorylaimidae. Inga underarter finns listade i Catalogue of Life.